# Xatrac embridat
El xatrac embridat
(Onychoprion anaethetus) és una espècie d'ocell de la família dels làrids (Laridae) que d'hàbits pelàgics que cria a illes rocoses o atolons de corall dels mars tropicals al voltant del món.